# Episodi di WKRP in Cincinnati (terza stagione)
La terza stagione della serie televisiva WKRP in Cincinnati è stata trasmessa in anteprima negli Stati Uniti d'America dalla CBS tra il 1º novembre 1980 e il 12 aprile 1981.
| nº | Titolo originale                | Titolo italiano | Prima TV USA     | Prima TV Italia |
| -- | ------------------------------- | --------------- | ---------------- | --------------- |
| 1  | The Airplane Show               |                 | 1º novembre 1980 |                 |
| 2  | Jennifer Moves                  |                 | 8 novembre 1980  |                 |
| 3  | Real Families                   |                 | 15 novembre 1980 |                 |
| 4  | The Baby                        |                 | 22 novembre 1980 |                 |
| 5  | Hotel Oceanview                 |                 | 29 novembre 1980 |                 |
| 6  | A Mile in My Shoes              |                 | 6 dicembre 1980  |                 |
| 7  | Bah, Humbug                     |                 | 20 dicembre 1980 |                 |
| 8  | Baby, It's Cold Inside          |                 | 3 gennaio 1981   |                 |
| 9  | The Painting                    |                 | 10 gennaio 1981  |                 |
| 10 | Daydreams                       |                 | 17 gennaio 1981  |                 |
| 11 | Frog Story                      |                 | 24 gennaio 1981  |                 |
| 12 | Venus and the Man               |                 | 31 gennaio 1981  |                 |
| 13 | Dr. Fever and Mr. Tide (Part 1) |                 | 7 febbraio 1981  |                 |
| 14 | Dr. Fever and Mr. Tide (Part 2) |                 | 7 febbraio 1981  |                 |
| 15 | Ask Jennifer                    |                 | 14 febbraio 1981 |                 |
| 16 | I Am Woman                      |                 | 21 febbraio 1981 |                 |
| 17 | Secrets of Dayton Heights       |                 | 28 febbraio 1981 |                 |
| 18 | Out to Lunch                    |                 | 14 marzo 1981    |                 |
| 19 | A Simple Little Wedding         |                 | 21 marzo 1981    |                 |
| 20 | Nothing to Fear But...          |                 | 28 marzo 1981    |                 |
| 21 | Til Debt Do Us Part             |                 | 5 aprile 1981    |                 |
| 22 | Clean Up Radio Everywhere       |                 | 12 aprile 1981   |                 |